# Giōrgos Katidīs
Giōrgos Katidīs (in greco: Γιώργος Κατίδης; Salonicco, 12 febbraio 1993) è un calciatore greco, centrocampista attualmente svincolato.

## Carriera

### Club
Milita dal 2008 al 2010 nelle giovanili dell'Aris Salonicco, fino a quando non viene fatto esordire in prima squadra da Héctor Cúper il 4 gennaio del 2011, all'età di 17 anni, per poi scendere in campo 3 volte nel corso della stagione. Le stagioni successive diventa parte della prima squadra e in totale disputa 15 incontri senza realizzare alcuna rete.
Nell'estate del 2012 viene acquistato a titolo definitivo dall'AEK Atene per 100.000 euro. Dopo aver segnato un gol contro il Veria nel marzo 2013, l'AEK lo ha messo fuori rosa fino al termine della stagione reo di aver esultato dopo il gol facendo il saluto romano, considerato una variante del simbolo nazifascista. Il calciatore si è poi profondamente scusato, giustificando l'accaduto spiegando la sua ignoranza e inconsapevolezza della gravità del gesto.
Nel giugno del 2013 viene prelevato dalla società italiana del Novara. Non trovando spazio e relegato molte volte in tribuna a fine stagione lascia il club italiano che nel frattempo retrocede in Lega Pro, accordandosi con il Veria (lo stesso contro cui ha esultato facendo il saluto romano), club della massima serie greca, dove nuovamente delude le aspettative. Nella successiva sessione di mercato di gennaio si trasferisce sempre in Grecia al Levadeiakos.
Nel gennaio del 2017 trova un accordo con il Jaro, una società calcistica finlandese con sede nella città di Jakobstad. Gioca nella Ykkönen, la seconda serie del campionato finlandese di calcio. Nello stesso anno, ad agosto, rescinde il contratto; da allora rimane svincolato.

### Nazionale
Nel 2009 veste per la prima volta la maglia della nazionale Under-17, con cui disputerà in due anni 8 partite mettendo a segno 2 reti.
Nel 2011 viene convocato nella nazionale Under-19 di cui diventa capitano e con cui disputa 30 partite e realizza 9 reti.
Nel 2012 disputa l'Europeo Under-19, e con la sua squadra raggiunge la finale, venendo battuto per 1-0 dalla Spagna. Al termine del torneo è il secondo miglior marcatore con 3 reti realizzate in 4 incontri.
Il 15 agosto 2012 debutta nella nazionale greca Under-21. Per lo stesso controverso saluto citato in precedenza, la Federcalcio greca ha decretato l'esclusione a vita di Katidīs da tutte le nazionali elleniche.

## Statistiche

### Presenze e reti nei club
Statistiche aggiornate al 6 giugno 2014.
| Stagione              | Squadra               | Campionato            | Campionato | Campionato | Coppe nazionali | Coppe nazionali | Coppe nazionali | Coppe continentali | Coppe continentali | Coppe continentali | Altre coppe | Altre coppe | Altre coppe | Totale | Totale |
| Stagione              | Squadra               | Comp                  | Pres       | Reti       | Comp            | Pres            | Reti            | Comp               | Pres               | Reti               | Comp        | Pres        | Reti        | Pres   | Reti   |
| --------------------- | --------------------- | --------------------- | ---------- | ---------- | --------------- | --------------- | --------------- | ------------------ | ------------------ | ------------------ | ----------- | ----------- | ----------- | ------ | ------ |
| 2010-2011             | Aris Salonicco        | SL                    | 3          | 0          | CG              | -               | -               | UEL                | -                  | -                  | -           | -           | -           | 3      | 0      |
| 2011-2012             | Aris Salonicco        | SL                    | 12         | 0          | CG              | 1               | 0               | -                  | -                  | -                  | -           | -           | -           | 13     | 0      |
| Totale Aris Salonicco | Totale Aris Salonicco | Totale Aris Salonicco | 15         | 0          |                 | 1               | 0               |                    | 0                  | 0                  |             |             |             | 16     | 0      |
| 2012-2013             | AEK Atene             | SL                    | 20         | 2          | CG              | 1               | 0               | -                  | -                  | -                  | -           | -           | -           | 21     | 2      |
| 2013-2014             | Novara                | B                     | 10         | 0          | CI              | -               | -               | -                  | -                  | -                  | -           | -           | -           | 10     | 0      |
| 2014-gen. 2015        | Veroia                | SL                    | 4          | 0          | CG              | 2               | 0               | -                  | -                  | -                  | -           | -           | -           | 6      | 0      |
| gen.-ago. 2015        | Levadeiakos           | SL                    | 9          | 1          | -               | -               | -               | -                  | -                  | -                  | -           | -           | -           | 9      | 1      |
| 2015-2016             | Levadeiakos           | SL                    | 1          | 0          | CG              | -               | -               | -                  | -                  | -                  | -           | -           | -           | 1      | 0      |
| 2016-gen. 2017        | Panegialios           | FL                    | 12         | 0          | CG              | 2               | 0               | -                  | -                  | -                  | -           | -           | -           | 14     | 0      |
| 2017                  | Jaro                  | Y                     | 10         | 3          | CF              | 5               | 4               | -                  | -                  | -                  | -           | -           | -           | 15     | 7      |
| Totale carriera       | Totale carriera       | Totale carriera       | 81         | 6          |                 | 11              | 4               |                    | 0                  | 0                  |             |             |             | 92     | 10     |